# 食料保存
食料保存（しょくりょうほぞん）とは、食料をカビなどの微生物の繁殖、酵素の働きによる腐敗、酸敗等をさせず食べられる状態で保存することである。人間や動物が歴史の中で、農作物の不作による飢饉や長い冬の食料不足等に備え、編み出してきた数々の保存法のことである。
これらの方法により、人間は飢えの克服だけでなく、大航海時代のような長期の旅や、余った食料の貿易が可能となった。
大まかな考え方としては、微生物や酵素が使用する水分を無くす水分活性を下げる。微生物や酵素が使用する酸素を無くす。微生物が生きづらい環境（熱、寒さ、酸性・アルカリ性）にする。直接殺菌する。以上のいずれかか、複数の方法を組み合わせて使用される。

## 方法
乾燥
紀元前12,000年には、食料を乾燥させ乾物にすることで、微生物の繁殖に必要な水分活性を失わせることで長期の保存を可能とした。例：ドライフルーツ、干し肉など
塩漬け
塩、高い濃度の塩水、醤油等による浸透圧で食料内部の水分を追い出し、水分活性を失わせることで長期の保存を可能とした。亜硝酸ナトリウムを含んだ岩塩を使用すると、通常より長期の保存と食中毒を防ぎ発色を良くする効果があることが経験的に知られており、保存塩として利用されてきた。しかし、発がん性が指摘されるようになると、亜硝酸ナトリウムを含まない無塩せきの製品も開発された。
糖蔵
砂糖、高い濃度の砂糖水（シロップ）、蜂蜜等による浸透圧で食料内部の水分を追い出し、水分活性を失わせることで長期の保存を可能とした。
パイ包み、ハフペースト、coffyns
固いパイ生地に包むことで、内部の食品の保存性が高められ、中世ヨーロッパにおいて食品の輸送や保存に使用された。外側の皮は固すぎるため大抵は廃棄された。
燻煙
煙で食料をいぶし、熱で水分を飛ばし水分活性を下げ、煙によって生成されたフェノール、グアイアコールなどで表面をコーティングすることで長期の保存を可能とした。
冷蔵、冷凍、冷凍食品
氷室や冷蔵箱、冷蔵庫で温度を低く保つことで、微生物の成長と繁殖を遅らせ、酵素の働きを止め長期の保存を可能とした。さらに低温にして冷凍での保存が可能となった。
低温殺菌
1862年に、化学者のルイ・パスツールによって発明された。100℃以下かつ微生物が活動出来ない範囲の温度にすることで、食品の風味を損なわずに殺菌する方法。
フリーズドライ（凍結乾燥）
急速に冷凍と同時に食品周囲を減圧することで水分を抜く方法
加熱、沸騰
熱によって微生物を殺菌し、酵素を活動停止させることで保存が可能となった。
酢漬け
酢飯、ピクルスのように防腐効果を持ち、酸性環境で菌の繁殖を抑え、浸透圧で水分を奪う酢につけることで保存した。
灰汁（水酸化ナトリウム）漬け
食感が変化するが、雑菌が繁殖しにくいアルカリ性の環境にすることで食品の保存を可能にした。例：あくまき、オリーブ、ルートフィスク、皮蛋で使用される。
シヴェ
フランス料理の保存法で、細かく切った肉を密閉容器内で動物の血やワインで長時間煮込み保存した。
発酵
腐敗させる微生物より、食べても大丈夫な微生物が優勢な環境におくことで旨味を増やし長期保存を可能とした。例：チーズ、味噌、甘酒など
食品照射
X線、放射線などのエネルギーの高い電磁波を当てることで殺菌する方法。
食品添加物
肉の場合、亜硝酸塩を使用することで細菌の繁殖を抑えている。その他の食物にも、保存料としてソルビン酸、プロタミン。酸化防止剤としてビタミンC、防腐剤の安息香酸など数多くの食品添加物が使用されている。
パルス電界殺菌（交流高電界殺菌法）
瞬間的に電場をかけ、微生物の細胞膜に穴を開けて死滅させる方法で、ジュースやジャガイモに使用されている。
en:Nonthermal plasma
ヘリウムや窒素などのイオン化ガス分子で食品表面の微生物を焼く方法
en:Pascalization
高圧をかけ微生物を殺菌する方法
en:Biopreservation
発酵のように管理された乳酸菌のような微生物によって、腐敗させる微生物を殺菌する手法

## 保管
埋める。土中保存
例：貯蔵クランプ、ボグ・バター
塩分の多い乾燥した土壌、涼しい気候の土等に埋めることで温度を下げ、Phを変え、酸欠させることで微生物の繁殖を抑える事が出来る。もともと土の中にある根菜、ジャガイモ等が向く。インドのオリッサ州では、乾季に米を保存するのに使用される。タヌキなどの肉の臭みをとるために土の中に埋めることも行われた。
また、鳥、熊、リスなどの動物にも余った食料を地中に埋めて保存する習性（貯食行動）がみられる。
陶器、ガラス容器
紀元前7000年に入れ物に入れるようになり、物理的にネズミなどの食害、雑菌との接触の軽減を行った。アフガニスタンでは伝統的に粘土で作った密閉容器カンギナに果物を保存した。
抗菌素材・食材の利用
抗菌性のある笹の葉などによる包装。梅干しのような殺菌作用を持つ食材と共に保管することで日持ちさせた。
缶詰、レトルト食品
加熱殺菌しながら、容器自体を密封し、食品を酸化させる酸素や外の微生物の出入りを防止し長期保存を可能とした。ルイ・パスツールが微生物の腐敗などの研究を行う1864年まで、原理が良く分かっていなかった。
ゼリー・油脂等で密封する。
フランス料理のコンフィという油脂・砂糖等で固めて保存性を高める処理が知られる。例、アスピックが知られる。インディアンも油脂で固めたペミカンを保存食とした。
真空包装
食品を真空にすることで、酸素による酸化、微生物を酸欠で死滅させる方法。
ガス置換包装
食品の周囲を微生物が繁殖・生存できないガス（二酸化炭素・窒素など）に置き換える方法。

## 健康
2015年、国際がん研究機関は、塩漬け、発酵、燻製など加工処理された肉を「グループ1：ヒトに対する発癌性が認められる」に分類した。